# 페리에 지역
페리에 지역(Perrine Regio)은 목성의 위성인 가니메데에 존재하는 커다란 어두운 지역이다. 길이는 약 3,800km에 달한다. 이 지역의 이름은 미국의 천문학자 이름인 차를 페리에를 따왔다.